# Mussel-Aa-kanaal

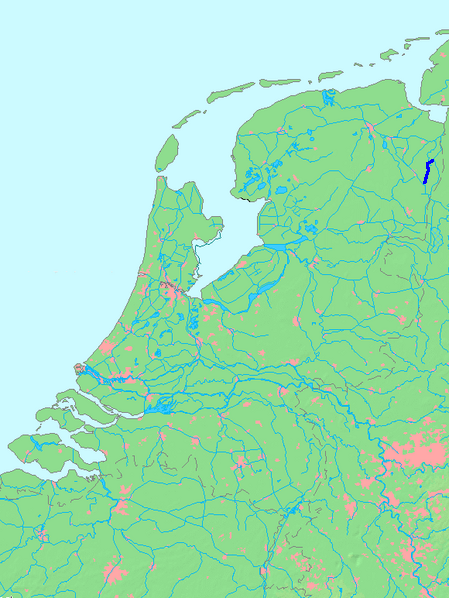
De locatie van het Mussel-Aa-kanaal aangegeven in donkerblauw rechts boven in de kaart van Nederland

Het Mussel-Aa-kanaal is een kanaal in de streek Westerwolde in de provincie Groningen. Het loopt van Musselkanaal naar Veelerveen waar het met het Ruiten-Aa-kanaal samenkomt en zijn weg tot Bad Nieuweschans vervolgt als B.L. Tijdenskanaal. Het kanaal is anno 2005 niet bevaarbaarbaar voor plezier- en beroepsvaart. De beheerder van het kanaal is het waterschap Hunze en Aa's.
Het kanaal loopt van Musselkanaal tot ter hoogte van Onstwedde in noordelijke richting. Dan maakt het een bocht en vervolgt zijn weg in noordoostelijke richting. Van deze bocht loopt een zijtak naar Onstwedde waar tot de jaren zestig een haven is geweest. Het kanaal is genoemd naar de Mussel-Aa waarvan het de watervoerende functie grotendeels heeft overgenomen. Dit beekje wordt ter hoogte van Kopstukken zelfs een begeleidende sloot van dit kanaal om dan even verderop weer zelfstandig naar Onstwedde te stromen. Daar vloeit deze samen met het Pagediep in de zijtak van het kanaal.
Het kanaal is aangelegd op initiatief van de Vereniging ter bevordering van de kanalisatie van Westerwolde. Deze vereniging liet ing. A.J.H Bauer een plan maken om de wateroverlast waar Westerwolde door vervening van het Bourtangermoeras geregeld werd geplaagd het hoofd te bieden. Dit plan dat in 1893 gereed kwam werd vanaf 1905 aanbesteed en in 1911 werd begonnen met het graven. In 1916 kwam het Mussel-Aa-kanaal gereed. Na de aanleg speelde de beroepsvaart een rol van betekenis. Hierdoor heeft het kanaal een rol gespeeld bij de ontginning van de overgebleven heide- en veengebieden. Zo liep er een wijk van het Mussel-Aa-kanaal tussen het Sellingerveld en Weenderveld door tot vlak bij de Ruiten-Aa.
De volgende sluizen werden aangelegd:
- Veelersluis (No. II)
- Onstweddersluis (No. III)
- Harpelersluis (No. IV)
- Kopstukkensluis (No. V)
- Zandtangesluis (No. VI)
- Braambergsluis (No. VII)
- Jipsingboermusselsluis (No. VIII)

In de naoorlogse jaren werd het Mussel-Aa-kanaal gesloten voor scheepvaart en werden de sluizen verwijderd. In de jaren 80 van de twintigste eeuw werd het A.G. Wildervanckkanaal gegraven dat vlak bij Musselkanaal aansluit op het Mussel-Aa-kanaal. Door deze aansluiting kan het Mussel-Aa-kanaal in droge tijden water uit het IJsselmeer aanvoeren. In de laatste decennia van de twintigste eeuw zijn er plannen gemaakt om het Mussel-Aa-kanaal weer bevaarbaar te maken voor pleziervaart. Dit plan is tot nu toe niet uitgevoerd. Er zijn wel voorzieningen getroffen voor kanovaart.
Dorpen:
Alteveer (deels) · Ceresdorp · Kopstukken · Mussel · Musselkanaal · Onstwedde · Smeerling · Stadskanaal

Gehuchten: Barlage · Blekslage · Braamberg · Höchte · Horsten · Sterenborg · Ter Wupping · Vledderhuizen · Vledderveen · Vosseberg

Buurtschappen: Höfte · Holte · Oomsberg · Tange · Ter Maarsch · Veenhuizen · Wessinghuizen

Kanalen: Stadskanaal · Musselkanaal · Mussel-Aa-kanaal      Bos: Dr. Hommesbos

Groningen: Steden en dorpen      Nederland: Provincies · Gemeenten